# Laboulbenia calathi
Laboulbenia calathi är en svampart som tillhör divisionen sporsäcksvampar, och som beskrevs av Tomasz Majewski. Laboulbenia calathi ingår i släktet Laboulbenia, och familjen Laboulbeniaceae. Arten är reproducerande i Sverige.